# NGC 2112
NGC 2112 је расејано звездано јато у сазвежђу Орион које се налази на NGC листи објеката дубоког неба.
Деклинација објекта је + 0° 24' 39" а ректасцензија 5h 53m 45,2s. Привидна величина (магнитуда) објекта NGC 2112 износи 9,1. NGC 2112 је још познат и под ознакама OCL 509.